# Philopterus garruli
Philopterus garruli är en insektsart som beskrevs av Jean Baptiste Boisduval och Lacordaire 1835. Philopterus garruli ingår i släktet fjäderlingar, och familjen fjäderlöss. Arten är reproducerande i Sverige.